# Цислов
Цислов (њем. Zislow) општина је у њемачкој савезној држави Мекленбург-Западна Померанија. Једно је од 60 општинских средишта округа Мириц. Према процјени из 2010. у општини је живјело 202 становника. Посједује регионалну шифру (AGS) 13056075.

## Географски и демографски подаци
Цислов се налази у савезној држави Мекленбург-Западна Померанија у округу Мириц. Општина се налази на надморској висини од 81 метра. Површина општине износи 15,8 km². У самом мјесту је, према процјени из 2010. године, живјело 202 становника. Просјечна густина становништва износи 13 становника/km².